# Ана од Велике Британије
Ана од Велике Британије (рођена 6. фебруара 1665, умрла 1. августа 1714) је била краљица Енглеске, Шкотске и Ирске. Краљица је постала 8. марта 1702. наследивши краља Вилијама III Оранског. Њен отац Џејмс II био је насилно свргнут 1688, па су њена сестра Мери II и њен супруг Вилијам III Орански постали сувладари, што је био једини такав случај у британској историји. Када је Мери умрла 1694. Вилијам је наставио да влада сам до 1702.
По акту о унији (1707) Енглеска и Шкотска су уједињене у једну државу, краљевину Велику Британију. Ана је постала први владар, а носила је поред тога и посебну круну као краљица Ирске. Владала је до 1714. Њен живот је био обележен многим кризама. Пошто је умрла без деце, била је последњи монарх из династије Стјуарт. Наследио ју је њен рођак Џорџ I из династије Хановер.

## Детињство и младост

### Детињство
Рођена је као друго дете Џејмса, војводе од Јорка (а касније Џејмса II) и његове прве жене Ане Хајд. Ана и њена сестра Мари су били једина деца Џејмса II, која су доживела пунолетство. Као дете боловала је од очне инфекције, па су је слали у Француску на лечење. Ту је живела са својом баком Анриетом Маријом од Француске, а када је она умрла са тетком, војвоткињом од Орлеана Анриет Аном. Из Француске се вратила 1670. Око 1673. упознала је Сару Џенингс, која јој је постала близак пријатељ и један од најважнијих саветника. Џенингсова се касније удала за Џона Черчила (будућег војводу од Малбороа), током времена једног од Аниних најбољих генерала.
Анин отац Џејмс II постао је католик 1673. По инструкцијама Чарлса II Ана и њена сестра Мери одгајане су као протестанти. Ана се 28. јула 1683. удала за протестантског принца Џорџа од Данске, који је био брат данског краља Кристијана V (био јој је и рођак у трећем колену). Сара Черчил је тада постала најближа саветница.

### Долазак на власт Џејмса II
Када је умро Чарлс II 1685. Анин отац Џејмс II постао је краљ. Енглески народ није био одушевљен његовим доласком на престо. Био је католик. Народ је постао појачано забринут, када је његова друга жена Марија од Модене родила 1688. сина и тако је постала вероватнија могућност католичке династије у Енглеској. Ана тада није била присутна, била је отишла у Бад Самерсет. Ана је тада писала Мери да је дете можда њен брат, али да ће она остати чврста у свом верском убеђењу.
Анина сестра Мери II и њен супруг Вилијам III Орански су извршили инвазију и свргли непопуларног деспотског Џејмса II у ономе што ће бити познато као Славна револуција.

## Славна револуција
Анин отац Џејмс је у пролеће 1688. забранио Ани да посети сестру Мери. Међутим дописивале су се и вероватно је знала за планирану инвазију на Енглеску. Ана је била под утицајем Черчила, будућег војводе од Малбороа и његове супруге па није показивала симпатије за оца Џејмса када је Вилијам III извршио инвазију на Енглеску у новембру 1688. Уместо тога писала је Вилијаму и одобравала је његову акцију. Краља су напуштали један по један саветник, а онда и њихове жене. И Ана је побегла из Лондона, а вратила се 19. децембра. Одмах ју је посетио Вилијам III Орански. Конвенциони парламент се састао 1689. и прогласио је да је Џејмс абдицирао, јер је побегао из земље и да је трон празан. Круна је понуђена Аниној сестри Мери II, али заједнички су је прихватили Мери II и Вилијам III Орански. То је једини такав пример заједничких краљева у британској историји. Повеља о правима је усвојена 1689. и по томе закону се одређивало питање наслеђивања круне. По том закону је одређено да је након Вилијама, Мери и њихових потомака Ана следећа у линији наслеђивања круне.

## Вилијам и Мери
Убрзо након доласка на трон, Вилијам и Мери су наградили Черчила који је постао гроф од Малбороа. Међутим, касније су посумњали да је јакобита, па је 1692. разрешен свих дужности. Ана је због тог потеза према њеном пријатељу љутито напустила краљевску резиденцију. Због тога јој је укинута почасна гарда, а гарди у краљевском дворцу је забрањено да салутирају Анином супругу принцу Џорџу.
Када је Мери II умрла од великих богиња 1694, Вилијам III је наставио сам да влада. Настојећи да поправи властиту популарност, Вилијам је Ани вратио раније почасти и дозволио јој станује у Сент Џејмсовој палати. Међутим, још увек ју је држао у позадини и није је именовао регентом током својих одсуствовања из земље. Вилијам је 1695. настојао да се још више додвори принцези Ани, па је вратио Черчила, војводу од Малбороа на све положаје на којима је раније био. Ана је дала подршку Вилијамовој влади. Ипак у то време 1696. према тврдњама њеног оца Џејмса II Ана му је писала  тражећи од њега дозволу да носи круну када умре.

## Акт о нагодби
Принцеза Ана и њен супруг принц Џорџ имали су много породичних проблема. До 1700. Ана је била трудна више пута и губила је децу побачајем или би родила мртво. Од преосталих петоро живорођених, четворо је умрло пре него што је напунило две године. Једини њен син који је мало дуже поживео умро је 1700. у доби од једанаест година. Осећала се будућа наследна криза. Вилијам и Мери нису имали деце. Ана је била једини наследник који је остао по линији наслеђивања одређеној претходним законом о наслеђивању. Ако би та линија била исцрпљена, остала би могућност да се свргнути краљ Џејмс II и његови потомци врате и полажу право на круну.
Да би спречили да католик добије енглеску круну, парламент је прогласио 1701. Акт о нагодби по коме ако Вилијам III или принцеза Ана не буду у будућим могућим браковима имали деце, круна иде Софији од Хановера и њеним потомцима, који потичу од Џејмса I преко Елизабет Стјуарт. Неколико генеалошки старијих наследника је занемарено јер су били католици. Вилијам III је умро 8. марта 1702, а Ана крунисана 23. априла 1702.

## Ана као краљица

### Рат за шпанско наслеђе
Готово одмах чим је Ана крунисана, Енглеска је била увучена у Рат за шпанско наслеђе. Тај рат је трајао до последње године Анине власти и доминирао је и спољном и унутрашњом политиком. Енглеска је подржавала право надвојводе Карла да наследи шпански трон. Убрзо након што је постала краљица свога супруга је именовала заповедником краљевске морнарице. Контролу над војском предала је Черчилу, војводи од Малбороа. Малборо је добио од краљице бројна признања и именовала га је војводом од Малбороа.

### Унија
За време доношења закона о нагодби 1701. енглески парламент није консултовао шкотски парламент, који је желео да очува право династије Стјуарт да наслеђује круну. Шкотски парламент је донео Акт о сигурности, по коме након краљице шкотски парламент има право да изабере следећег шкотског краља од бројних наследника шкотске краљевске линије. Онај ко би био шкотски краљ не би морао бити и енглески краљ по томе шкотском закону. Краљица је морала одобрити тај закон, јер су Шкоти претили да неће плаћати порез и да ће се повући из британске војске, која је тада ратовала у Европи. Енглески парламент је на то одговорио 1705. посебним законом Акт о странцима, који је омогућавао да се шкотски поданици у Енглеској прогласе странцима и да њихова имовина дође у опасност ако шкотски парламент не повуче спорни закон или крену према процесу уједињења са Енглеском. Шкотски парламент се одлучио на процес уједињења. Преговарало се о унији Шкотске и Енглеске. Дошло је до споразума средином 1706. Шкотски парламент је прихватио унију 16. јануара 1707. По том закону Енглеска и Шкотска постају једна краљевина звана Велика Британија 1. маја 1707.

### Политика две партије
Док је Ана владала развио се двопартијски систем. Ана је била више за торијевце, али трпела је виговце. Њен први председник владе био је торијевац Сидни Годолфин. Међутим за време Рата за шпанско наслеђе виговци су за разлику од торијеваца подржавали рат и постали су утицајни након победе војводе од Малбороа у бици код Блиндхајма 1704. Виговци су ојачали на тој Малборовој победи и дошли су на власт. Готово сви торијевци су били смењени као министри. Сидни Годолфин се удружио са војводом од Малбороа и задржао је власт, иако је био торијевац. Годолфин је остао на месту председника владе, али стварну власт је држао војвода од Малбороа и два државна секретара.

## Смрт супруга
Анин супруг принц Џорџ од Данске умро је октобра 1708. Виговци су били јако незадовољни његовим заповедништвом над адмиралитетом. Док је лежао на самртничкој постељи неки од њих су захтевали да се смени са те функције. Ана је молила војводу од Малбороа да осигура да га не склањају са те функције. Губитак супруга ју је тешко погодио. Тај догађај је представљао и прекретницу у њеним односим са Саром Черчил, војвоткињом од Малбороа. Војвоткиња је стигла у Виндзор кратко након Џорџове смрти и присилила је краљицу да напусти замак и да се пресели у Сент Џејмсову палату. Ана је тражила да је оставе саму и замерала је војвоткињи јер је инсистирала да неко стално буде крај ње. Виговци су искористили Џорџову смрт и краљичину слабост. Нису се обазирали на њене жеље, него су оформили углавном виговску владу са Годолфином на челу. Ана је за себе задржала позицију заповедништва над морнарицом. Међутим, виговци су тражили да на ту функцију постави Едварда Расела, који је био један од великих критичара њеног супруга. Краљица је то глатко одбила и изабрала је 1709. свога кандидата Томаса Херберта. Незадовољни, виговци су почели вршити велики притисак на Томаса Херберта, краљицу и Годолфина, па је на крају Томас Херберт дао оставку. Уследила је месец дана дуга расправа пре него што је краљица пристала да на то место постави Едварда Расела.

## Касније године
Скупи Рат за шпанско наслеђе постао је све непопуларнији, па је виговска влада изгубила популарност. На општим изборима 1710. незадовољни бирачи су изабрали већином торијевце у парламент. Нови председник владе постао је Роберт Харли, који је тражио начине да закључи мировни споразум. Торијевци су били спремни на компромис, по коме би се Шпанија дала унуку француског краља, али виговци никако нису пристајали да Бурбони буду на шпанском трону. Међутим, спољашњи сплет околности је помогао да се то разреши. Виговци су подржавали старијег брата надвојводе Карла, а тај је умро 1711, па је надвојвода Карло VI, цар Светог римског царства наследио Аустрију, Мађарску и трон Светог римског царства. Више није било у британском интересу да он добије шпанску круну, јер би се превише моћи концентрисало на једном месту. Споразум у Утрехту био је предложен парламенту на усвајање, али није могао да прође јер су се виговци противили. У доњем дому парламента торијевци су имали већину, али у дому лордова нису. Да би обезбедила торијевску већину у дому лордова, краљица Ана је прогласила 12 нових лордова. То је омогућило да се споразум ратификује и на тај начин заврши британско учешће у Рату за шпанско наслеђе.

## Смрт и значај
Умрла је 1. августа 1714, убрзо након Софије од Хановера. Софијин син Џорџ I, изборни кнез Хановера наследио је британску круну.
Током Анине владавине дошло је до пораста утицаја министара и владе, а смањења утицаја круне. Краљица Ана је била последњи британски монарх који није дао пристанак на неки закон. Она је то последњи пут учинила 1708. Преокупирана својим здрављем (боловала је од порфирије), дозволила је својим министрима, а посебно Роберту Харлију и својој пријатељици Сари Черчил, да доминирају политиком. За време владавине Џорџа I тај помак моћи са краља на министарства постао је још наглашенији. Његов главни саветник Роберт Волпол је често описиван као први председник владе. За време краљице Ане дошло је до уметничког, књижевног и научног напретка. У то време писали су Данијел Дефо, Александар Поуп и Џонатан Свифт.

## Породично стабло
|  |                                       |  |  |  |  |  |  |  |  |  |  |  |  |  |  |  |
|  | 16. Хенри Стјуарт                     |  |  |  |  |  |  |  |  |  |  |  |  |  |  |  |
|  |                                       |  |  |  |  |  |  |  |  |  |  |  |  |  |  |  |
|  |                                       |  |  |  |  |  |  |  |  |  |  |  |  |  |  |  |
|  | 8. Џејмс I Стјуарт                    |  |  |  |  |  |  |  |  |  |  |  |  |  |  |  |
|  |                                       |  |  |  |  |  |  |  |  |  |  |  |  |  |  |  |
|  |                                       |  |  |  |  |  |  |  |  |  |  |  |  |  |  |  |
|  | 17. Марија, краљица Шкота             |  |  |  |  |  |  |  |  |  |  |  |  |  |  |  |
|  |                                       |  |  |  |  |  |  |  |  |  |  |  |  |  |  |  |
|  |                                       |  |  |  |  |  |  |  |  |  |  |  |  |  |  |  |
|  | 4. Чарлс I Стјуарт                    |  |  |  |  |  |  |  |  |  |  |  |  |  |  |  |
|  |                                       |  |  |  |  |  |  |  |  |  |  |  |  |  |  |  |
|  |                                       |  |  |  |  |  |  |  |  |  |  |  |  |  |  |  |
|  | 18. Фредерик II Дански                |  |  |  |  |  |  |  |  |  |  |  |  |  |  |  |
|  |                                       |  |  |  |  |  |  |  |  |  |  |  |  |  |  |  |
|  |                                       |  |  |  |  |  |  |  |  |  |  |  |  |  |  |  |
|  | 9. Ана од Данске                      |  |  |  |  |  |  |  |  |  |  |  |  |  |  |  |
|  |                                       |  |  |  |  |  |  |  |  |  |  |  |  |  |  |  |
|  |                                       |  |  |  |  |  |  |  |  |  |  |  |  |  |  |  |
|  | 19. Софија Мекленбуршка               |  |  |  |  |  |  |  |  |  |  |  |  |  |  |  |
|  |                                       |  |  |  |  |  |  |  |  |  |  |  |  |  |  |  |
|  |                                       |  |  |  |  |  |  |  |  |  |  |  |  |  |  |  |
|  | 2. Џејмс II Стјуарт                   |  |  |  |  |  |  |  |  |  |  |  |  |  |  |  |
|  |                                       |  |  |  |  |  |  |  |  |  |  |  |  |  |  |  |
|  |                                       |  |  |  |  |  |  |  |  |  |  |  |  |  |  |  |
|  | 20. Антонио Бурбонски                 |  |  |  |  |  |  |  |  |  |  |  |  |  |  |  |
|  |                                       |  |  |  |  |  |  |  |  |  |  |  |  |  |  |  |
|  |                                       |  |  |  |  |  |  |  |  |  |  |  |  |  |  |  |
|  | 10. Анри IV                           |  |  |  |  |  |  |  |  |  |  |  |  |  |  |  |
|  |                                       |  |  |  |  |  |  |  |  |  |  |  |  |  |  |  |
|  |                                       |  |  |  |  |  |  |  |  |  |  |  |  |  |  |  |
|  | 21. Хуана III од Наваре               |  |  |  |  |  |  |  |  |  |  |  |  |  |  |  |
|  |                                       |  |  |  |  |  |  |  |  |  |  |  |  |  |  |  |
|  |                                       |  |  |  |  |  |  |  |  |  |  |  |  |  |  |  |
|  | 5. Хенријета Марија од Француске      |  |  |  |  |  |  |  |  |  |  |  |  |  |  |  |
|  |                                       |  |  |  |  |  |  |  |  |  |  |  |  |  |  |  |
|  |                                       |  |  |  |  |  |  |  |  |  |  |  |  |  |  |  |
|  | 22. Франческо I Медичи                |  |  |  |  |  |  |  |  |  |  |  |  |  |  |  |
|  |                                       |  |  |  |  |  |  |  |  |  |  |  |  |  |  |  |
|  |                                       |  |  |  |  |  |  |  |  |  |  |  |  |  |  |  |
|  | 11. Марија Медичи                     |  |  |  |  |  |  |  |  |  |  |  |  |  |  |  |
|  |                                       |  |  |  |  |  |  |  |  |  |  |  |  |  |  |  |
|  |                                       |  |  |  |  |  |  |  |  |  |  |  |  |  |  |  |
|  | 23. Јохана од Аустрије                |  |  |  |  |  |  |  |  |  |  |  |  |  |  |  |
|  |                                       |  |  |  |  |  |  |  |  |  |  |  |  |  |  |  |
|  |                                       |  |  |  |  |  |  |  |  |  |  |  |  |  |  |  |
|  | 1. Ана од Велике Британије            |  |  |  |  |  |  |  |  |  |  |  |  |  |  |  |
|  |                                       |  |  |  |  |  |  |  |  |  |  |  |  |  |  |  |
|  |                                       |  |  |  |  |  |  |  |  |  |  |  |  |  |  |  |
|  | 24. Laurence Hyde                     |  |  |  |  |  |  |  |  |  |  |  |  |  |  |  |
|  |                                       |  |  |  |  |  |  |  |  |  |  |  |  |  |  |  |
|  |                                       |  |  |  |  |  |  |  |  |  |  |  |  |  |  |  |
|  | 12. Henry Hyde                        |  |  |  |  |  |  |  |  |  |  |  |  |  |  |  |
|  |                                       |  |  |  |  |  |  |  |  |  |  |  |  |  |  |  |
|  |                                       |  |  |  |  |  |  |  |  |  |  |  |  |  |  |  |
|  | 25. Anne Sibell                       |  |  |  |  |  |  |  |  |  |  |  |  |  |  |  |
|  |                                       |  |  |  |  |  |  |  |  |  |  |  |  |  |  |  |
|  |                                       |  |  |  |  |  |  |  |  |  |  |  |  |  |  |  |
|  | 6. Едвард Хајд, 1. гроф од Кларендона |  |  |  |  |  |  |  |  |  |  |  |  |  |  |  |
|  |                                       |  |  |  |  |  |  |  |  |  |  |  |  |  |  |  |
|  |                                       |  |  |  |  |  |  |  |  |  |  |  |  |  |  |  |
|  | 26. Edward Langford                   |  |  |  |  |  |  |  |  |  |  |  |  |  |  |  |
|  |                                       |  |  |  |  |  |  |  |  |  |  |  |  |  |  |  |
|  |                                       |  |  |  |  |  |  |  |  |  |  |  |  |  |  |  |
|  | 13. Mary Langford                     |  |  |  |  |  |  |  |  |  |  |  |  |  |  |  |
|  |                                       |  |  |  |  |  |  |  |  |  |  |  |  |  |  |  |
|  |                                       |  |  |  |  |  |  |  |  |  |  |  |  |  |  |  |
|  | 27. Mary St Barbe                     |  |  |  |  |  |  |  |  |  |  |  |  |  |  |  |
|  |                                       |  |  |  |  |  |  |  |  |  |  |  |  |  |  |  |
|  |                                       |  |  |  |  |  |  |  |  |  |  |  |  |  |  |  |
|  | 3. Ана Хајд                           |  |  |  |  |  |  |  |  |  |  |  |  |  |  |  |
|  |                                       |  |  |  |  |  |  |  |  |  |  |  |  |  |  |  |
|  |                                       |  |  |  |  |  |  |  |  |  |  |  |  |  |  |  |
|  | 28. William Aylesbury                 |  |  |  |  |  |  |  |  |  |  |  |  |  |  |  |
|  |                                       |  |  |  |  |  |  |  |  |  |  |  |  |  |  |  |
|  |                                       |  |  |  |  |  |  |  |  |  |  |  |  |  |  |  |
|  | 14. Sir Thomas Aylesbury, 1st Baronet |  |  |  |  |  |  |  |  |  |  |  |  |  |  |  |
|  |                                       |  |  |  |  |  |  |  |  |  |  |  |  |  |  |  |
|  |                                       |  |  |  |  |  |  |  |  |  |  |  |  |  |  |  |
|  | 29. Anne Poole                        |  |  |  |  |  |  |  |  |  |  |  |  |  |  |  |
|  |                                       |  |  |  |  |  |  |  |  |  |  |  |  |  |  |  |
|  |                                       |  |  |  |  |  |  |  |  |  |  |  |  |  |  |  |
|  | 7. Frances Aylesbury                  |  |  |  |  |  |  |  |  |  |  |  |  |  |  |  |
|  |                                       |  |  |  |  |  |  |  |  |  |  |  |  |  |  |  |
|  |                                       |  |  |  |  |  |  |  |  |  |  |  |  |  |  |  |
|  | 30. Francis Denman                    |  |  |  |  |  |  |  |  |  |  |  |  |  |  |  |
|  |                                       |  |  |  |  |  |  |  |  |  |  |  |  |  |  |  |
|  |                                       |  |  |  |  |  |  |  |  |  |  |  |  |  |  |  |
|  | 15. Anne Denman                       |  |  |  |  |  |  |  |  |  |  |  |  |  |  |  |
|  |                                       |  |  |  |  |  |  |  |  |  |  |  |  |  |  |  |
|  |                                       |  |  |  |  |  |  |  |  |  |  |  |  |  |  |  |
|  | 31. Ann Blount                        |  |  |  |  |  |  |  |  |  |  |  |  |  |  |  |
|  |                                       |  |  |  |  |  |  |  |  |  |  |  |  |  |  |  |
|  |                                       |  |  |  |  |  |  |  |  |  |  |  |  |  |  |  |